# Vârful Piatra Iogovanului, Masivul Piule-Iorgovanul
Vârful Piatra Iorgovanului, Masivul Piule-Iorgovanul este cel de-al treilea vârf montan în altitudine al Masivului Piule-Iorgovanul, având 2.014 m.